# Příkazy jazyka SQL
Příkazy jazyka SQL obecně umožňují úplnou kontrolu nad systémem řízení báze dat. Podle svého účelu se dělí do následujících skupin:

## Příkazy pro manipulaci s daty
Jsou to příkazy pro získání dat z databáze a pro jejich úpravy. Označují se zkráceně DML – Data Manipulation Language („jazyk pro manipulaci s daty“).
- SELECT – vybírá data z databáze, umožňuje výběr podmnožiny a řazení dat.
- INSERT – vkládá do databáze nová data.
- UPDATE – mění data v databázi (editace).
- MERGE – kombinace INSERT a UPDATE – data buď vloží (pokud neexistuje odpovídající klíč), pokud existuje, pak je upraví ve stylu UPDATE.
- DELETE – odstraňuje data (záznamy) z databáze.
- EXPLAIN – speciální příkaz, který zobrazuje postup zpracování SQL příkazu. Pomáhá uživateli optimalizovat příkazy tak, aby byly rychlejší.
- SHOW - méně častý příkaz, umožňující zobrazit databáze, tabulky nebo jejich definice

## Příkazy pro definici dat
Těmito příkazy se vytvářejí struktury databáze – tabulky, indexy, pohledy a další objekty. Vytvořené struktury lze také upravovat, doplňovat a mazat. Tato skupina příkazů se nazývá zkráceně DDL – Data Definition Language („jazyk pro definici dat“).
- CREATE – vytváření nových objektů.
- ALTER – změny existujících objektů.
- DROP – odstraňování objektů.
- TRUNCATE (nestandardní SQL příkaz, široce podporovaný) – smaže obsah celé tabulky .

## Příkazy pro řízení dat
Do této skupiny patří příkazy pro nastavování přístupových práv a řízení transakcí. Označují se jako DCL – Data Control Language („jazyk pro ovládání dat“), někdy také TCC – Transaction Control Commands („jazyk pro ovládání transakcí“).
- GRANT – příkaz pro přidělení oprávnění uživateli k určitým objektům.
- REVOKE – příkaz pro odnětí práv uživateli.
- START TRANSACTION – zahájení transakce.
- COMMIT – potvrzení transakce.
- ROLLBACK – zrušení transakce, návrat do původního stavu.

## Ostatní příkazy
Do této skupiny patří příkazy pro správu databáze. Pomocí nich lze přidávat uživatele, nastavovat systémové parametry (kódování znaků, způsob řazení, formáty data a času apod.). Tato skupina není standardizována a konkrétní syntaxe příkazů je závislá na databázovém systému. V některých dialektech jazyka SQL jsou přidány i příkazy pro kontrolu běhu, takže lze tyto dialekty zařadit i mezi programovací jazyky.
Příklad pro MySQL
```
SET
 
NAMES
 
utf8
;
 
-- nastaví jako kódování UTF-8

SET
 
foreign_key_checks
=
0
;
 
-- vypne kontrolu cizích klíčů

SET
 
time_zone
=
"SYSTEM"
;
 
-- nastaví časovou zónu

SET
 
sql_mode
=
"NO_AUTO_VALUE_ON_ZERO"
;
 
-- vypne automatické doplňování hodnoty primárního klíče s příznakem AUTO_INCREMENT

```

## Dotazování dat

### Syntaxe jednoduchého SQL dotazu do tabulky a logické zpracování dat
Pokud se chceme dotázat SQL skriptem do nějaké tabulky pro určitá data, tak kromě zmíněného DML příkazu SELECT využíváme tzv. klauzule. Mezi tyto klauzule patří
- WHERE - zadání podmínek a filtrů dat
- GROUP BY - seskupování záznamů
- HAVING - zadání podmínek nad agregační funkcí
- ORDER BY - seřazení dat

Příkaz SELECT a tyto klauzule musejí být zadány v určitém pořadí. Je ale velký rozdíl mezi tím, jak se skript správně píše a mezí tím, jak je poté ve skutečnosti zpracováván.

#### Syntaxe SQLdotazu
1. SELECT [sloupec_1] AS Alias_1, [sloupec_2] AS Alias_2, SUM([sloupec_3]) AS [Soucet_sloupec_3]
2. FROM [tabulka]
3. WHERE [sloupec_1] like ('%text%')
4. GROUP BY [sloupec_1], [sloupec_2]
5. HAVING SUM([sloupec_3]) > [hodnota]
6. ORDER BY [sloupec_1]

#### Logické zpracování dotazu[1]
1. FROM
2. WHERE
3. GROUP BY
4. HAVING
5. SELECT
6. ORDER BY

Výše uvedené si lze jednoduše otestovat tak, že bychom do WHERE klauzule napsali podmínku Alias_1 like ('%text%'). SQL engine by nám nebyl schopen vrátit výsledek a skript by skončil chybou. Důvodem je to, že v momentě kdy se zpracovává WHERE klauzule, tak ještě alias nezná (SELECT se zpracovává až za WHERE).

## Komentáře
Do kódu SQL lze ve všech hlavních databázích zapisovat i komentáře. Prakticky všechny z nich podporují jednořádkové komentáře, některé i víceřádkové. Jednořádkové bývají uvozeny znaky jako --, ## (či jenom #), s tím, že parser jazyka ignoruje vše až do konce řádku. Víceřádkové komentáře se mohou psát mezi /* a */, kdy případný kód za koncovým */ se zpracovává.
```
-- jednořádkový komentář. SELECT "tento příkaz se nevykoná";

/* více-

-řádkový

komentář */
 
SELECT
 
"tento příkaz se vykoná."
;

```

Např. MySQL využívá tento typ komentářů k vkládání kódu specifického pro tento typ databáze, s tím, že specifický kód je umístěn mezi /*! a */.
```
/*!40101 SET NAMES utf8 */
;

CREATE
 
/*!32302 TEMPORARY */
 
TABLE
 
t
 
(
a
 
INT
);

SELECT
 
/*! STRAIGHT_JOIN */
 
col1
 
FROM
 
table1
,
table2
 
WHERE
 
table1
.
col1
=
5
;

```

Je-li takovýto kód spuštěn v jiném databázovém prostředí, je vnitřek komentáře ignorován (můžeme hovořit o kompatibilitě s ostatními implementacemi SQL).